# Noua Guinee Occidentală
Noua Guinee Occidentală este partea occidentală a insulei Noua Guinee care aparție Indoneziei, cealaltă parte, orientală, fiind constituită de statul suveran Papua Noua Guinee. Din 2022, ea este constituită din șase provincii. Ea a cunoscut diferite nume în cursul timpului, Noua Guinee Neerlandeză până în 1962 și Irian Jaya până în 2002, însă numele adoptat după 1961 de către indepentiștii papuași este Papua Occidentală.  Indonezia o denumește Papua din 2002.
Legitimitatea încorporării Noii Guinei Occidentale în teritoriul indonezian în 1969 rămâne controversată. Ea este respinsă de către o mare majoritate a papuașilor.
Această regiune, care constituie 22% din teritoriul indonezian, este doar foarte puțin populată, cu doar 3.593.803 de locuitori în 2010 față de 237 de milioane pentru întregul arhipelag indonezian (adică 1,5% din populația totală). Este alcătuită dintr-un ansamblu de teritorii cel mai adesea foarte greu de accesat și locuite precum și partea de est a insulei de populații preponderent papuașe. Poziția sa îndepărtată, caracteristicile sale culturale, istorice și geografice fac din aceasta o regiune aparte a Indoneziei.
Populația locală speră organizarea unui referendum pentru autodeterminare, cum a fost cazul, la sfârșitul anilor 1990, în Timorul de Est, care era ocupat și el de Indonezia.

## Nume
Vorbitorii se aliniază cu o orientare politică atunci când aleg un nume pentru jumătatea de vest a insulei Noua Guinee. Numele oficial al regiunii este „Papua”, conform Organizației Internaționale pentru Standardizare (ISO). Activiștii pentru independență se referă la regiune ca „Papua de Vest”, în timp ce oficialii indonezieni au folosit și „Papua de Vest” pentru a denumi provincia de vest a regiunii din 2007.  Din punct de vedere istoric, regiunea a avut numele oficiale de Noua Guinee Neerlandeză (1895–1962), Noua Guinee de Vest sau Irianul de Vest (1962–73), Irian Jaya (1973–2002) și Papua (2002–prezent).

## Religii
Pincipalele religii, după recensământul din anul 2000, sunt creștinismul (78 %, din care protestantismul 54 % și catolicismul 24 %), islamul (21 %), hinduismul și budismul (1 %).